# لامباری (میناس گرایس)
لامباری (به پرتغالی: Lambari) یک منطقهٔ مسکونی در برزیل است که در میناز ژرایس واقع شده‌است. لامباری ۲۱۳٬۱۳۹ کیلومتر مربع مساحت و ۲۰٬۹۰۷ نفر جمعیت دارد و ۸۸۷ متر بالاتر از سطح دریا واقع شده‌است.